# Rudolf Nebel
Rudolf Nebel (ur. 21 marca 1894 w Weißenburg in Bayern, zm. 18 września 1978 w Düsseldorfie) – niemiecki wojskowy pilot i konstruktor rakiet, promotor rakietnictwa i lotów kosmicznych, również po II wojnie światowej; współzałożyciel Verein für Raumschiffahrt; współpracownik Hermanna Obertha.
W trakcie I wojny światowej służył jako pilot Luftstreitkräfte w jednostce Jagdstaffel 5. W 1916, latając na Halberstadt D.II, z powodzeniem używał  do walki improwizowanego uzbrojenia rakietowego (rakiet sygnalizacyjnych). Po wojnie, będąc w stopniu podporucznika, uzyskał dyplom z inżynierii.
Rudolf Nebel odegrał kluczową rolę w promowaniu rakietnictwa w Niemczech. Nebel był asystentem Hermanna Obertha, gdy ten budował rakietę na zlecenie reżysera Fritza Langa, mającą promować film Kobieta na Księżycu. Rakieta nie powstała na czas, ale Nebel zainteresował się tematyką rakiet. Znacząco pomógł przy organizowaniu Verein für Raumschiffahrt (Towarzystwo Podróży Kosmicznych), wynajmie nieużywanego składowiska amunicji od Berlina na teren pod testy rakiet Towarzystwa, zorganizowaniem prób rakiety Mirak, pozyskaniu funduszy na rakietę Magdeburg od miasta Magdeburg, a w końcu w kontaktach z armią (w czym ułatwiało mu członkostwo w Stahlhelmie) na rzecz rozwoju rakietnictwa. Jednak kontakty z wojskiem, dokładnie z Karlem Beckerem z biura uzbrojenia armii, były trudne. W maju 1931 Becker czasowo zerwał kontakt z Nebelem. Rok później, w kwietniu 1932, Becker przystał jednak na propozycję warunkowego sfinansowania prac Towarzystwa. Nieudana demonstracja z 22 czerwca spowodowała jednak zaniechanie wypłaty środków przez wojsko. Becker wrócił z ofertą dla członków Towarzystwa, jednak program badawczy miał całkowicie podlegać armii. Nebel odrzucił propozycję, ale von Braun i inni ją przyjęli.
Nebel działał na rzecz rakietnictwa do 1934, gdy zostało ono zabronione przez nazistów.
W uznaniu za swoją działalność koledzy z VfR przyznali mu część tantiem wynikających z kluczowych patentów technologii rakietowych uzyskanych w 1937.
W trakcie wojny Von Braun starał się włączyć Nebela w program rakietowy, jednak prób zaniechał po negatywnej weryfikacji Nebela przez SS.
Po II wojnie światowej Nebel starał się na nowo zainteresować Niemców rakietnictwem. Był jednym z nielicznych pionierów tej dziedziny, którzy nie pracowali, z własnej woli lub z przymusu, za granicą. Mimo alianckiego zakazu na opracowywanie rakiet, wraz z Karlem Poggenseem i Albertem Puellenbergiem, starał się odnowić prace nad rakietami w celach pokojowego wykorzystania. Brał udział w pierwszych zebraniach Międzynarodowej Federacji Astronautycznej (IAF) w Paryżu (1950) i Londynie (1951). 
6 kwietnia 1951 w Cuxhaven wygłosił referat o rakietnictwie i podróżach kosmicznych, co w efekcie doprowadziło do powstania „portu kosmicznego Cuxhaven” w starej bazie wojskowej, i serii startów rakiet w latach 1958-1964. Niemieckie władze zabroniły jednak wysyłania amatorskich rakiet.